# Birkózás a 2010. évi nyári ifjúsági olimpiai játékokon
A 2010. évi nyári ifjúsági olimpiai játékokon a birkózás versenyszámait Szingapúrban rendezték augusztus 15. és 17. között. Összesen 14 versenyszámot rendeztek.

## Éremtáblázat
(Az egyes számoszlopok legmagasabb értéke, vagy értékei vastagítással kiemelve.)
| 2010. évi nyári ifjúsági olimpiai játékok éremtáblázata birkózásban | 2010. évi nyári ifjúsági olimpiai játékok éremtáblázata birkózásban | 2010. évi nyári ifjúsági olimpiai játékok éremtáblázata birkózásban | 2010. évi nyári ifjúsági olimpiai játékok éremtáblázata birkózásban | 2010. évi nyári ifjúsági olimpiai játékok éremtáblázata birkózásban | Olimpia  |
| ------------------------------------------------------------------- | ------------------------------------------------------------------- | ------------------------------------------------------------------- | ------------------------------------------------------------------- | ------------------------------------------------------------------- | -------- |
|                                                                     | Ország                                                              | Arany                                                               | Ezüst                                                               | Bronz                                                               | Összesen |
| 1.                                                                  | Azerbajdzsán (AZE)                                                  | 4                                                                   | 1                                                                   | 0                                                                   | 5        |
| 2.                                                                  | Oroszország (RUS)                                                   | 3                                                                   | 0                                                                   | 2                                                                   | 5        |
| 3.                                                                  | Japán (JPN)                                                         | 2                                                                   | 0                                                                   | 0                                                                   | 2        |
| 4.                                                                  | Törökország (TUR)                                                   | 1                                                                   | 1                                                                   | 1                                                                   | 3        |
| 5.                                                                  | Kazahsztán (KAZ)                                                    | 1                                                                   | 0                                                                   | 1                                                                   | 2        |
|                                                                     | Kirgizisztán (KGZ)                                                  | 1                                                                   | 0                                                                   | 1                                                                   | 2        |
| 6.                                                                  | Mongólia (MGL)                                                      | 1                                                                   | 0                                                                   | 0                                                                   | 1        |
|                                                                     | Kanada (CAN)                                                        | 1                                                                   | 0                                                                   | 0                                                                   | 1        |
|                                                                     |                                                                     |                                                                     |                                                                     |                                                                     |          |
| 8.                                                                  | Kuba (CUB)                                                          | 0                                                                   | 2                                                                   | 0                                                                   | 2        |
| 9.                                                                  | Üzbegisztán (UZB)                                                   | 0                                                                   | 1                                                                   | 3                                                                   | 4        |
| 10.                                                                 | Ukrajna (UKR)                                                       | 0                                                                   | 1                                                                   | 1                                                                   | 2        |
|                                                                     | India (IND)                                                         | 0                                                                   | 1                                                                   | 1                                                                   | 2        |
|                                                                     | Irán (IRI)                                                          | 0                                                                   | 1                                                                   | 1                                                                   | 2        |
| 13.                                                                 | Egyiptom (EGY)                                                      | 0                                                                   | 1                                                                   | 0                                                                   | 1        |
|                                                                     | Moldova (MDA)                                                       | 0                                                                   | 1                                                                   | 0                                                                   | 1        |
|                                                                     | Kína (CHN)                                                          | 0                                                                   | 1                                                                   | 0                                                                   | 1        |
|                                                                     | Dél-Korea (KOR)                                                     | 0                                                                   | 1                                                                   | 0                                                                   | 1        |
|                                                                     | Egyesült Államok (USA)                                              | 0                                                                   | 1                                                                   | 0                                                                   | 1        |
|                                                                     | Tádzsikisztán (TJK)                                                 | 0                                                                   | 1                                                                   | 0                                                                   | 1        |
|                                                                     |                                                                     |                                                                     |                                                                     |                                                                     |          |
| 19.                                                                 | Finnország (FIN)                                                    | 0                                                                   | 0                                                                   | 1                                                                   | 1        |
|                                                                     | Örményország (ARM)                                                  | 0                                                                   | 0                                                                   | 1                                                                   | 1        |
|                                                                     | Grúzia (GEO)                                                        | 0                                                                   | 0                                                                   | 1                                                                   | 1        |
|                                                                     |                                                                     |                                                                     |                                                                     |                                                                     |          |
| Összesen                                                            | Összesen                                                            | 14                                                                  | 14                                                                  | 14                                                                  | 42       |

## Érmesek

### Fiú
| Súlycsoport                                         | Arany                                  | Ezüst                                       | Bronz                                    |
| --------------------------------------------------- | -------------------------------------- | ------------------------------------------- | ---------------------------------------- |
| Fiú kötöttfogás, 42 kg Döntő: augusztus 15., 17:30  | Murad Bazarov · Azerbajdzsán (AZE)     | Yosvanys Pena Flores · Kuba (CUB)           | Akan Baimaganvetov · Kazahsztán (KAZ)    |
| Fiú kötöttfogás, 50 kg Döntő: augusztus 15., 17:30  | Elman Mukhtarov · Azerbajdzsán (AZE)   | Nurbek Hakkulov · Üzbegisztán (UZB)         | Shadybek Sulaimanov · Kirgizisztán (KGZ) |
| Fiú kötöttfogás, 58 kg Döntő: augusztus 15., 17:30  | Urmatbek Amatov · Kirgizisztán (KGZ)   | Olexandr Lytvynov · Ukrajna (UKR)           | Artur Suleymanov · Oroszország (RUS)     |
| Fiú kötöttfogás, 69 kg Döntő: augusztus 15., 17:30  | Zhanibek Kandybayev · Kazahsztán (KAZ) | Musa Gedik · Törökország (TUR)              | Yousef Ghaderian · Irán (IRI)            |
| Fiú kötöttfogás, 85 kg Döntő: augusztus 15., 17:30  | Ruslan Adzhigov · Oroszország (RUS)    | Hamdy Abdelwahrab · Egyiptom (EGY)          | Ruslan Kamilov · Üzbegisztán (UZB)       |
| Fiú szabadfogás, 46 kg Döntő: augusztus 17., 17:30  | Aldar Balzhinimaev · Oroszország (RUS) | Mehran Sheikhi · Irán (IRI)                 | Atrak Hovhannisyan · Örményország (ARM)  |
| Fiú szabadfogás, 54 kg Döntő: augusztus 17., 17:30  | Takahasi Júki · Japán (JPN)            | Kanan Guluyev · Azerbajdzsán (AZE)          | Mehmet Ali Daylak · Törökország (TUR)    |
| Fiú szabadfogás, 63 kg Döntő: augusztus 17., 17:30  | Azamatbi Pshnatlov · Oroszország (RUS) | Bakhodur Kadirov · Tádzsikisztán (TJK)      | Irakli Mosidze · Grúzia (GEO)            |
| Fiú szabadfogás, 76 kg Döntő: augusztus 17., 17:30  | Resul Kalayci · Törökország (TUR)      | Jordan Rogers · Egyesült Államok (USA)      | Dierbek Ergashev · Üzbegisztán (UZB)     |
| Fiú szabadfogás, 100 kg Döntő: augusztus 17., 17:30 | Ali Magomedabirov · Azerbajdzsán (AZE) | Abraham de Jesus Conyedo Ruano · Kuba (CUB) | Satywart Kadian · India (IND)            |

### Lány
| Súlycsoport                                         | Arany                                   | Ezüst                        | Bronz                                 |
| --------------------------------------------------- | --------------------------------------- | ---------------------------- | ------------------------------------- |
| Lány szabadfogás, 46 kg Döntő: augusztus 16., 17:30 | Yu Miyahara · Japán (JPN)               | Iulia Leorda · Moldova (MDA) | Petra Olli · Finnország (FIN)         |
| Lány szabadfogás, 52 kg Döntő: augusztus 16., 17:30 | Patimat Bagomedova · Azerbajdzsán (AZE) | Yuan Yuan · Kína (CHN)       | Nilifar Gadaeva · Üzbegisztán (UZB)   |
| Lány szabadfogás, 60 kg Döntő: augusztus 16., 17:30 | Battsetseg Baatarzorig · Mongólia (MGL) | Pooja Dhanda · India (IND)   | Svetlana Lipatova · Oroszország (RUS) |
| Lány szabadfogás, 70 kg Döntő: augusztus 16., 17:30 | Dorothy Yeats · Kanada (CAN)            | Jinju Moon · Dél-Korea (KOR) | Karyna Stankova · Ukrajna (UKR)       |